# Притика (Бурлинський район)
Прити́ка (рос. Притыка) — село у складі Бурлинського району Алтайського краю, Росія. Входить до складу Михайловської сільської ради.

## Населення
Населення — 301 особа (2010; 333 у 2002).
Національний склад (станом на 2002 рік):
- казахи — 89 %